# Magellane
La Collection Magellane est une collection des éditions Chandeigne, lancée en 1992, regroupant les récits de grands explorateurs et voyageurs du XVe siècle au XIXe siècle. Souvent oubliés, peu traduits, ce sont des textes d'un intérêt à la fois littéraire, historique et ethnographique, s’adressant à la fois aux connaisseurs et au public amateur de récits de voyage. 
Annotés, transcrits et traduits par des spécialistes, ces ouvrages ont un appareil critique très fourni en fin d'ouvrage, ainsi que de nombreuses illustrations, cartes et autres documents d'époque.